# Aalen (miasto)
Aalen – miasto powiatowe w południowych Niemczech, w kraju związkowym Badenia-Wirtembergia, w rejencji Stuttgart, w regionie Ostwürttemberg, siedziba powiatu Ostalb, oraz wspólnoty administracyjnej Aalen.

## Geografia
Miasto leży w dolinie rzeki Kocher w Jurze Szwabskiej, która rozciąga się na południe od miasta. Od północy miasto zamykają Ellwanger Berge. W pobliżu mają swoje źródła rzeki Rems (pod Essingen, na zachód od Aalen) i Jagst (koło Unterschneidheim we wschodniej części miasta), które podobnie jak Kocher wpływają do Neckaru.

## Podział administracyjny
- Śródmieście (niem. Kernstadt), m.in. Unterrombach (od 1938 w granicach miasta),
- Wasseralfingen,
- Waldhausen (od 1970),
- Ebnat
- Hofen (od 1972)
- Dewangen,
- Fachsenfeld
- Unterkochen (od 1973)

## Historia
Prawa miejskie miejscowość uzyskała w XIV wieku. Od 1360 do 1803 wolne miasto Rzeszy (Reichsstadt), następnie przyłączone do Elektoratu Wirtembergii. W 1636 miasto zostało poważnie zniszczone podczas pożaru. W XIX wieku stało się ważnym węzłem kolejowym. W roku 1880 liczyło 6,7 tys. mieszkańców. W tym też czasie posiadało gimnazjum klasyczne, szkołę realną, tkalnię wełny, przędzalnię jedwabiu, farbiarnię chemiczną, garbarnię, fabrykę gwoździ drucianych i dużą fabrykę lokomotyw kolejowych. Na przełomie XIX i XX w. liczyło 7,2 tys., ok. 1925 9 tys. mieszkańców, a w 1960 – 31,1 tys. mieszkańców, w 1990 63,3 tys. mieszkańców.
W 1975 do Aalen zostało przyłączone sąsiednie miasto Wasseralfingen, co powiększyło jego powierzchnię o prawie 1/3.

## Atrakcje turystyczne
- gotycki kościół św. Jana (Johanneskirche)
- ratusz z 1606–1635 – z tzw. szpiegiem na wieżyczce
- barokowy kościół ewangelicki Sankt Nikolaus z 1765
- szpital miejski z 1702

Ponadto: ślady zabudowy rzymskiej, domy konstrukcji szkieletowej (XVI-XVIII w.). Znajdują się tutaj również źródła termalne (tzw. Limes-Thermen) oraz muzea: m.in. Limesmuseum, Muzeum Geologiczno-Paleontologiczne, Heimatmuseum i Schubartmuseum.
W 1989 roku przeniesiono do budynku miejskiej biblioteki zbiory istniejącej od 1908 roku Deutsche Esperanto-Bibliothek. 

## Gospodarka
W okolicy pokłady kamienia i mało wydajnej rudy żelaza. Główną gałęzią jest przemysł metalowy i budowy maszyn. W Aalen znajdują się również zakłady działające w branży optycznej, papierniczej, instrumentów medycznych, farmaceutycznej i odzieżowej. Miasto jest węzłem kolejowym, posiada m.in. połączenie z Ulm.

## Transport
Aalen jest ważnym węzłem kolejowym . W mieście znajduje się stacja kolejowa Aalen.

## Szkolnictwo
Poza szkolnictwem podstawowym i średnim w mieście mieści się uczelnia – Hochschule Aalen.

## Sport i turystyka

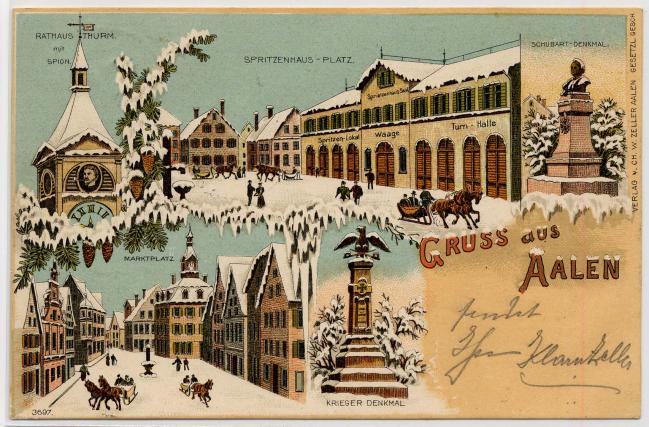
Pocztówka z roku 1900

W 3. Bundeslidze występuje klub piłkarski VfR Aalen.

## Współpraca
Miejscowości partnerskie:
- Antiochia, Turcja od 1995
- Cervia, Włochy od 2011
- Christchurch, Wielka Brytania od 1981
- Ebnat-Kappel, Szwajcaria - kontakty utrzymuje dzielnica Ebnat
- Saint-Lô, Francja od 1978 roku
- Tatabánya, Węgry od 1987 roku
- Vilankulo, Mozambik od 2018 roku
- Webster, Stany Zjednoczone od 2003 - kontakty utrzymuje dzielnica Dewangen

## Pozostałe informacje
- Aalen jest drugą po Akwizgranie (niem. Aachen) miejscowością w alfabetycznym indeksie miast i wsi w Europie.